# Jacques Haeko
Jacques Haeko (23 aprile 1984) è un calciatore francese, attaccante dell'AS Lössi e della Nazionale di calcio della Nuova Caledonia.
Il 5 giugno 2012 realizza 5 reti nella partita tra Nuova Caledonia e Samoa conclusasi sul punteggio di 9-0 e valida per il girone A della Coppa delle nazioni oceaniane 2012.

## Palmarès

### Individuale
- Capocannoniere della Coppa delle nazioni oceaniane: 1

2012 (6 gol)